# Leucospis
Leucospis ist eine Hautflüglergattung aus der Erzwespenfamilie Leucospidae. Das Taxon wurde von Johann Christian Fabricius 1775 eingeführt. Typusart ist die in Mitteleuropa verbreitete Art Leucospis dorsigera Fabricius, 1775.

## Merkmale
Die Hautflügler sind meist mehr als 10 mm lang und damit deutlich größer als die meisten Erzwespen. Die Leucospis-Arten sind meist hell gefärbt mit gelb-schwarzer Musterung. Der Clypeus weist oft einen ausgerandeten Unterrand mit einem kleinen Mittelzahn auf. Die Mandibeln sind an der Spitze kahl. Sie weisen einen kräftigen unteren Zahn auf. Die Maxillarpalpen sind 4-gliedrig, die Labialpalpen 3-gliedrig. Das Scutellum ist ohne einem querverlaufenden Kiel (Carina). Das Dorsellum (mittlere Partie des Postscutellums) ist gewöhnlich quer ausgerichtet, oft nach hinten gekielt, manchmal zweizähnig. Das Propodeum weist häufig einen mittleren Kiel (Carina) auf. Die hinteren Coxae sind vergrößert, manchmal mit einem Dorsalzahn oder Dorsallappen. Die hinteren Femora weisen einen basalen Dorsalzahn auf, oft vor dem Mittelzahn gelegen. Die Hintertibien besitzen einen äußeren Sporn, der immer kürzer ist als der innere Sporn. Häufig ist das apikale Ende der Hintertibien ventral in einen Dorn übergehend. Bei den Weibchen ist das Tergit VI deutlich vom Epipygium (Subgenitalplatte) getrennt. Der lange Legebohrer der Weibchen ist gewöhnlich über deren Hinterleib bzw. Metasoma geklappt. Das Tergit II der Männchen ist immer quer ausgerichtet.

## Verbreitung
Die Gattung Leucospis ist weltweit verbreitet. Eine große Artenvielfalt der Gattung liegt in der Neotropis.

## Lebensweise
Von mehreren Leucospis-Arten ist bekannt, dass sie solitäre Stechimmen (Aculeata), hauptsächlich Bienen, die Brutzellen errichten und mit Proviant für ihre Larven versorgen, parasitieren. Die Leucospis-Larven entwickeln sich als Ektoparasitoide in den Wirtsnestern. Üblicherweise erscheint nur ein Parasit pro Wirtsbrutzelle.

## Taxonomie
Die in Südafrika verbreitete Gattung Micrapion ist eng mit Leucospis verwandt. Möglicherweise wird sie künftig mit Leucospis synonymisiert.

## Innere Systematik
Die Gattung umfasst etwa 118 (nach anderen Quellen 123) beschriebene (gültige) Arten. Diese werden mit Ausnahme von etwa 4 Arten 16 Artengruppen zugeordnet.

### Arten in Europa und in Deutschland
In Europa kommt neben 7 heimischen Arten seit Anfang der 2020er Jahre auch eine adventive, neu eingewanderte Art aus Ostasien vor, mutmaßlich L. sinensis. L. dorsigera kommt in Mittel- und Südeuropa vor. In Südeuropa kommen L. bifasciata, L. biguetina, L. brevicauda, L. gigas und L. intermedia vor. Die Verbreitung von L. miniata beschränkt sich in Europa auf die Mittelmeerinseln Lampedusa und Malta.
Von den beiden südeuropäischen Arten L. gigas und L. intermedia gab es in der Vergangenheit offenbar wenige Einzelfunde im Süden Deutschlands. Weiterhin gibt es noch L. bifasciata, eine hauptsächlich in Südosteuropa verbreitete Art, die es offenbar auch in größeren Teilen Südeuropas gibt, und L. biguetina, eine weitere in Südeuropa vorkommende Art mit Funden im Süden Österreichs und der Schweiz. L. brevicauda kommt in Südwesteuropa und im Mittelmeerraum vor. Sichtungen seit Anfang der 2020er Jahre deuten darauf hin, dass die ostasiatische Art L. sinensis nach Europa eingeschleppt wurde.

### Auflistung der beschriebenen Arten
Im Folgenden eine Liste der beschriebenen Arten und deren Verbreitungsgebiet.
- Leucospis addenda Boucek, 1974 – Benin
- Leucospis aequidentata Ye, van Achterberg, Yue & Xu, 2017 – China
- Leucospis affinis Say, 1824 – Nordamerika
- Leucospis africana Cameron, 1907 – Afrotropis
- Leucospis aliena Boucek, 1974 – Kolumbien
- Leucospis anthidioides Westwood, 1874 – Brasilien
- Leucospis antiqua Walker, 1862 – Neukaledonien
- Leucospis arabica Gadallah & Soliman, 2018 – Ägypten, Arabien
- Leucospis aruina Walker, 1862 – Neuguinea, Queensland
- Leucospis atriceps (Girault, 1925) – Australien
- Leucospis aurantiaca Shestakov, 1923 – China
- Leucospis auripyga Boucek, 1974 – Mexiko
- Leucospis australis Walker, 1871 – Südostaustralien
- Leucospis azteca Cresson, 1872 – Mexiko
- Leucospis bakeri Crawford, 1915 – Singapur
- Leucospis banksi Weld, 1922 – Philippinen
- Leucospis bifasciata Klug, 1814 – Südeuropa, Zentralasien
- Leucospis biguetina Jurine, 1807 – Südeuropa, Zentralasien
- Leucospis bioculata Boucek, 1974 – Südwestaustralien
- Leucospis birkmani Brues, 1925 – Nordamerika, Mexiko
- Leucospis brasiliensis Boucek, 1974 – Brasilien
- Leucospis brevicauda Fabricius, 1804 – Südwesteuropa
- Leucospis buchi Hedqvist, 1968 – Philippinen
- Leucospis bulbiventris Cresson, 1872 – Costa Rica
- Leucospis carinifera Kriechbaumer, 1894 – Südafrika
- Leucospis cayennensis Westwood, 1839 – Neotropis, Florida, Costa Rica
- Leucospis clavigaster Boucek, 1974 – Neotropis
- Leucospis colombiana Boucek, 1974 – Kolumbien
- Leucospis copepucu Lima & Dias, 2018 – Brasilien
- Leucospis coxalis Kirby, 1885 – Neotropis
- Leucospis darjilingensis Mani, 1937 – Indien
- Leucospis desantisi Boucek, 1974 – Neotropis
- Leucospis dorsigera Fabricius, 1775 – Europa, Iran
- Leucospis egaia Walker, 1862 – Neotropis
- Leucospis elegans Klug, 1834 – Arabien
- Leucospis enderleini Ashmead, 1904 – Kolumbien
- Leucospis fallax Boucek, 1974 – Afrotropis
- Leucospis femoricincta Boucek, 1974 – China
- Leucospis fuelleborniana Enderlein, 1903 – Afrotropis
- Leucospis funerea Schletterer, 1890 – Ambon
- Leucospis genalis Boucek, 1974 – Neotropis
- Leucospis gigas Fabricius, 1793 – Südeuropa, Zentralasien, Ostasien, Südostasien
- Leucospis giraulti Boucek, 1974 – Australien
- Leucospis glaesaria Engel, 2002 – Puerto Rico
- Leucospis globigera Boucek, 1974 – indoaustral. Region
- Leucospis guzeratensis Westwood, 1839 – Indien, Pakistan
- Leucospis histrio Maindron, 1878 – Orientalis, Australien
- Leucospis holubi Boucek, 1974 – Afrotropis, Madagaskar
- Leucospis hopei Westwood, 1834 – Neotropis
- Leucospis ignota Walker, 1862 – Neotropis
- Leucospis imitans Boucek, 1974 – Neotropis
- Leucospis incarnata Westwood, 1839 – Afrotropis
- Leucospis insularis Kirby, 1900 – Sokotra
- Leucospis intermedia Illiger, 1807 – Südwesteuropa, China
- Leucospis japonica Walker, 1871 – Ostasien
- Leucospis klugii Westwood, 1839 – Mexiko
- Leucospis lankana Boucek & Narendran, 1981 – Orientalis
- Leucospis latifrons Schletterer, 1890 – Mexiko, Mittelamerika
- Leucospis leptomera Boucek, 1974 – Bolivien
- Leucospis leucotelus Walker, 1852 – Mexiko, Neotropis
- Leucospis mackerrasi Naumann, 1981 – Australien
- Leucospis maculata Weld, 1922 – Südostasien
- Leucospis malaica Schletterer, 1890 – Ambon
- Leucospis manaica Roman, 1920 – Brasilien
- Leucospis metatibialis Boucek, 1974 – Neotropis
- Leucospis mexicana Walker, 1862 – Mexiko
- Leucospis micrura Schletterer, 1890 – indoaustral. Region
- Leucospis miniata Klug, 1834 – Nordafrika, Naher Osten, Lampedusa, Malta
- Leucospis moleyrei Maindron, 1878 – Neuguinea
- Leucospis morawitzi Schletterer, 1890 – Australien
- Leucospis muru Lima & Dias, 2018 – Brasilien
- Leucospis nambui Habu, 1977 – Japan
- Leucospis namibica Boucek, 1974 – Afrotropis, Madagaskar
- Leucospis nigerrima Kohl, 1908 – Australien
- Leucospis nigripyga Boucek, 1974 – Neotropis
- Leucospis niticoxa Boucek, 1974 – Salomonen
- Leucospis obsoleta Klug, 1834 – Sudan
- Leucospis opalescens Weld, 1922 – Neotropis
- Leucospis ornata Westwood, 1839 – Afrotropis
- Leucospis osmiae Boucek, 1974 – Afrotropis
- Leucospis parvula Boucek, 1974 – Afrotropis
- Leucospis petiolata Fabricius, 1787 – Südasien, Südostasien
- Leucospis pictipyga Boucek, 1974 – Neotropis
- Leucospis pinna Grissell & Cameron, 2002 – Neotropis
- Leucospis procera Schletterer, 1890 – Java
- Leucospis propinqua Schletterer, 1890 – Neotropis
- Leucospis pubescens Boucek, 1974 – Madagaskar
- Leucospis pulchella Crawford, 1915 – Philippinen
- Leucospis pulcherrima Nagase, 2007 – Japan
- Leucospis pulchriceps Cameron, 1909 – Argentinien
- Leucospis pyriformis (Weld, 1922) – Indien
- Leucospis regalis Westwood, 1874 – Philippinen
- Leucospis reversa Boucek, 1974 – Afrotropis
- Leucospis rieki Boucek, 1974 – Afrotropis
- Leucospis rileyi Schletterer, 1890 – Mexiko
- Leucospis robertsoni Crawford, 1909 – Florida
- Leucospis robusta Weld, 1922 – Singapur
- Leucospis rostrata Boucek, 1974 – Afrotropis
- Leucospis santarema Walker, 1862 – Neotropis
- Leucospis schlettereri Schulthess-Schindler, 1899 – Afrotropis
- Leucospis sedlaceki Boucek, 1974 – Neuguinea
- Leucospis shaanxiensis Ye, van Achterberg, Yue & Xu, 2017 – China
- Leucospis signifera Boucek, 1974 – Neotropis
- Leucospis sinensis Walker, 1862 – Ostasien, Europa
- Leucospis slossonae Weld, 1922 – Florida
- Leucospis speifera Walker, 1862 – Neotropis
- Leucospis sumichrastii Cresson, 1872 – Mexiko
- Leucospis texana Cresson, 1872 – Florida
- Leucospis tricolor Kirby, 1883 – Afrotropis
- Leucospis vanharteni Schmid-Egger, 2010 – Arabien
- Leucospis varicollis Cameron, 1909 – Afritropis
- Leucospis ventricosa Boucek, 1974 – Philippinen
- Leucospis versicolor Boucek, 1974 – Neotropis
- Leucospis violaceipennis Strand, 1911 – Neuguinea, Australien
- Leucospis viridis Vago & Pauly, 2003 – Madagaskar
- Leucospis williamsi Boucek, 1974 – Philippinen
- Leucospis xylocopae Burks, 1961 – Neotropis
- Leucospis yasumatsui Habu, 1961 – Korea

## Bilder

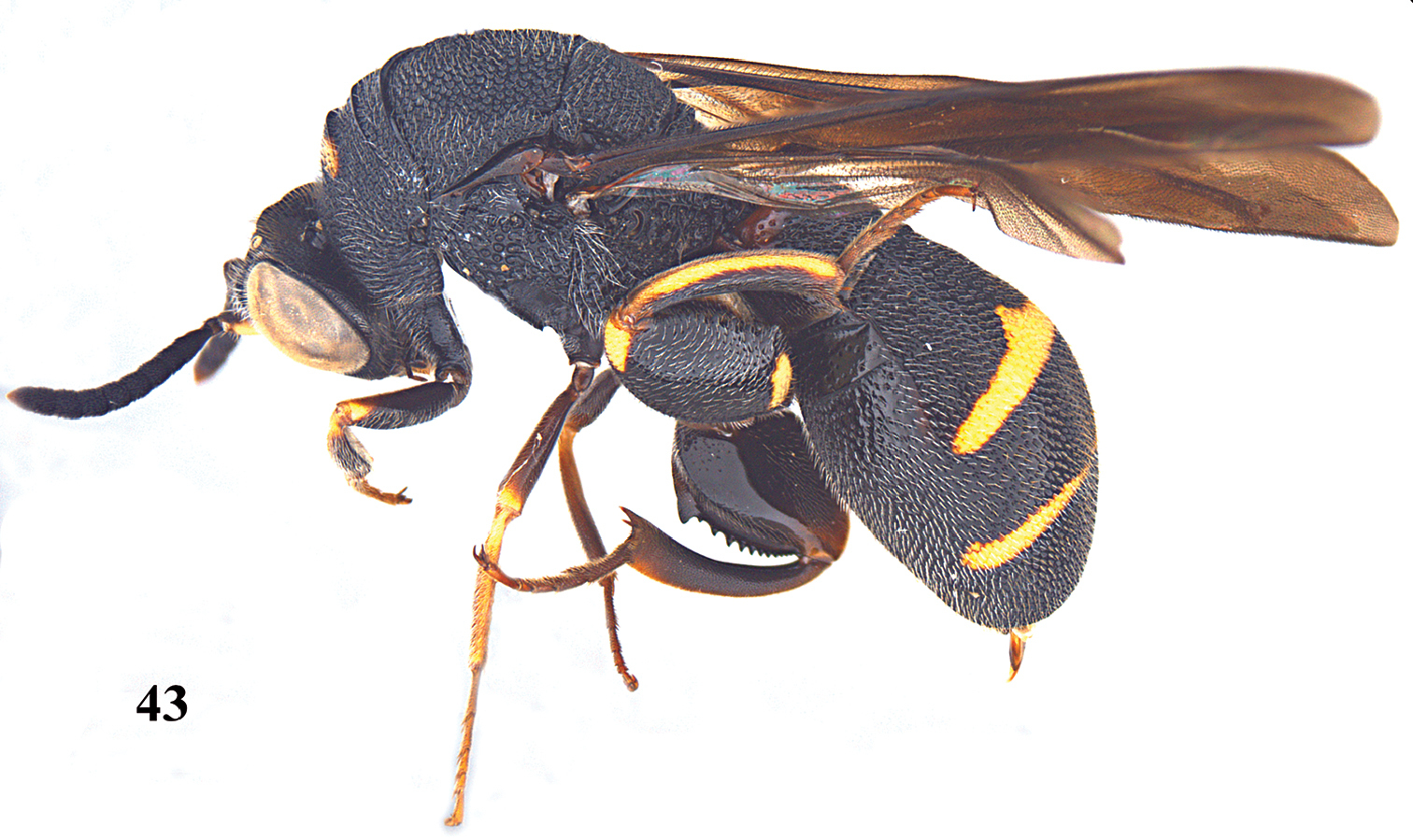
Leucospis aequidentata ♂
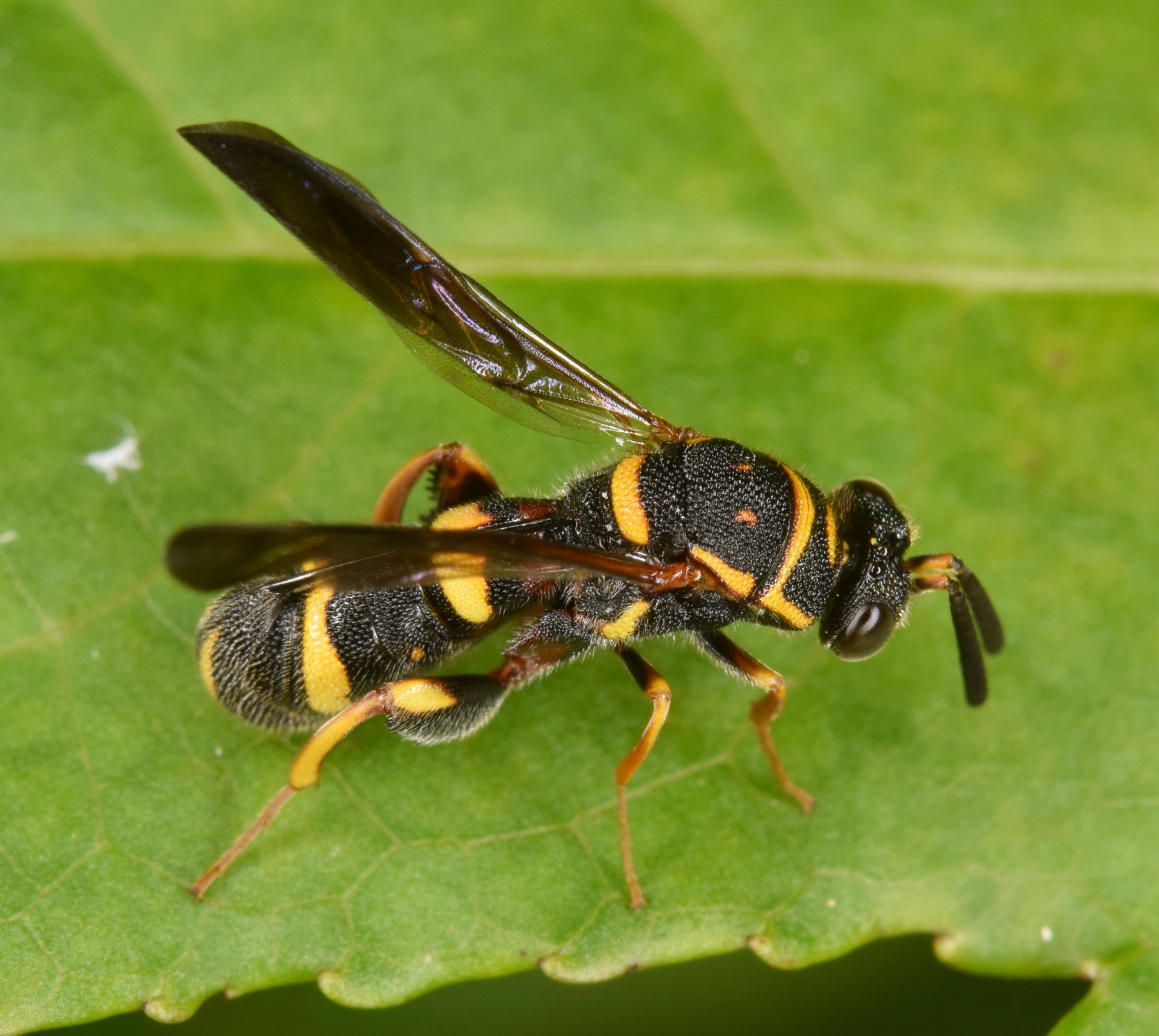
Leucospis affinis ♀
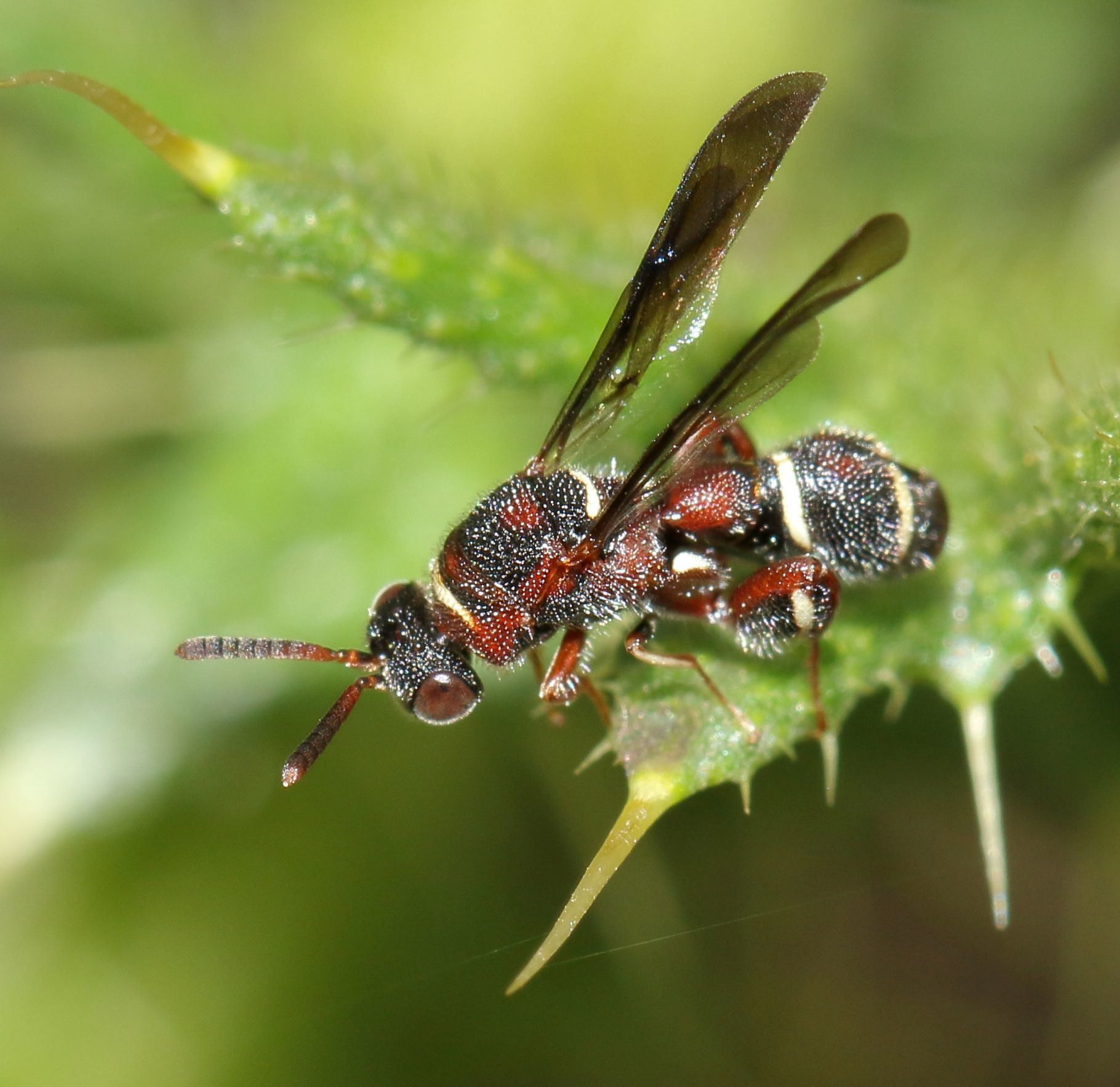
Leucospis africana
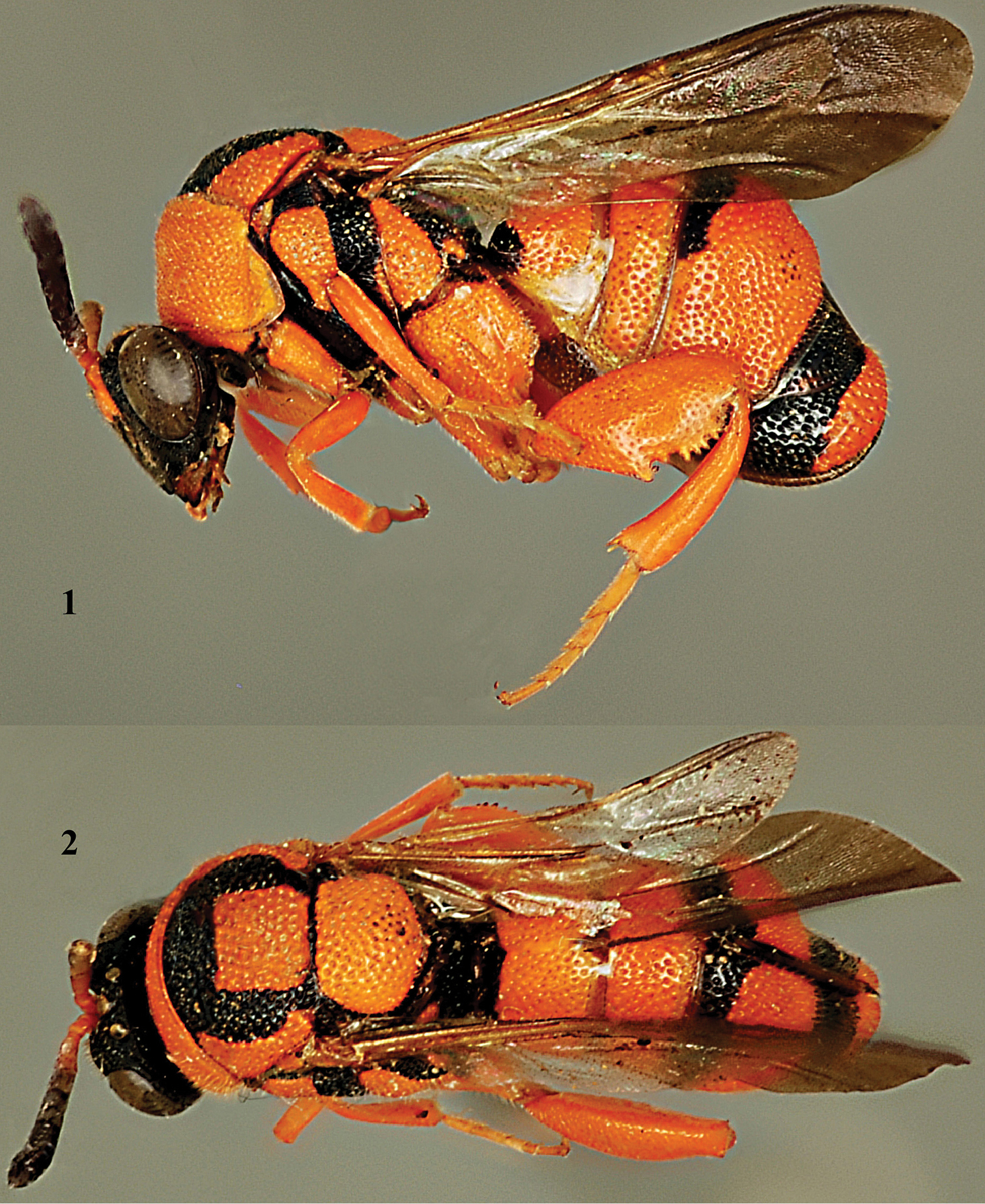
Leucospis aurantiaca ♀
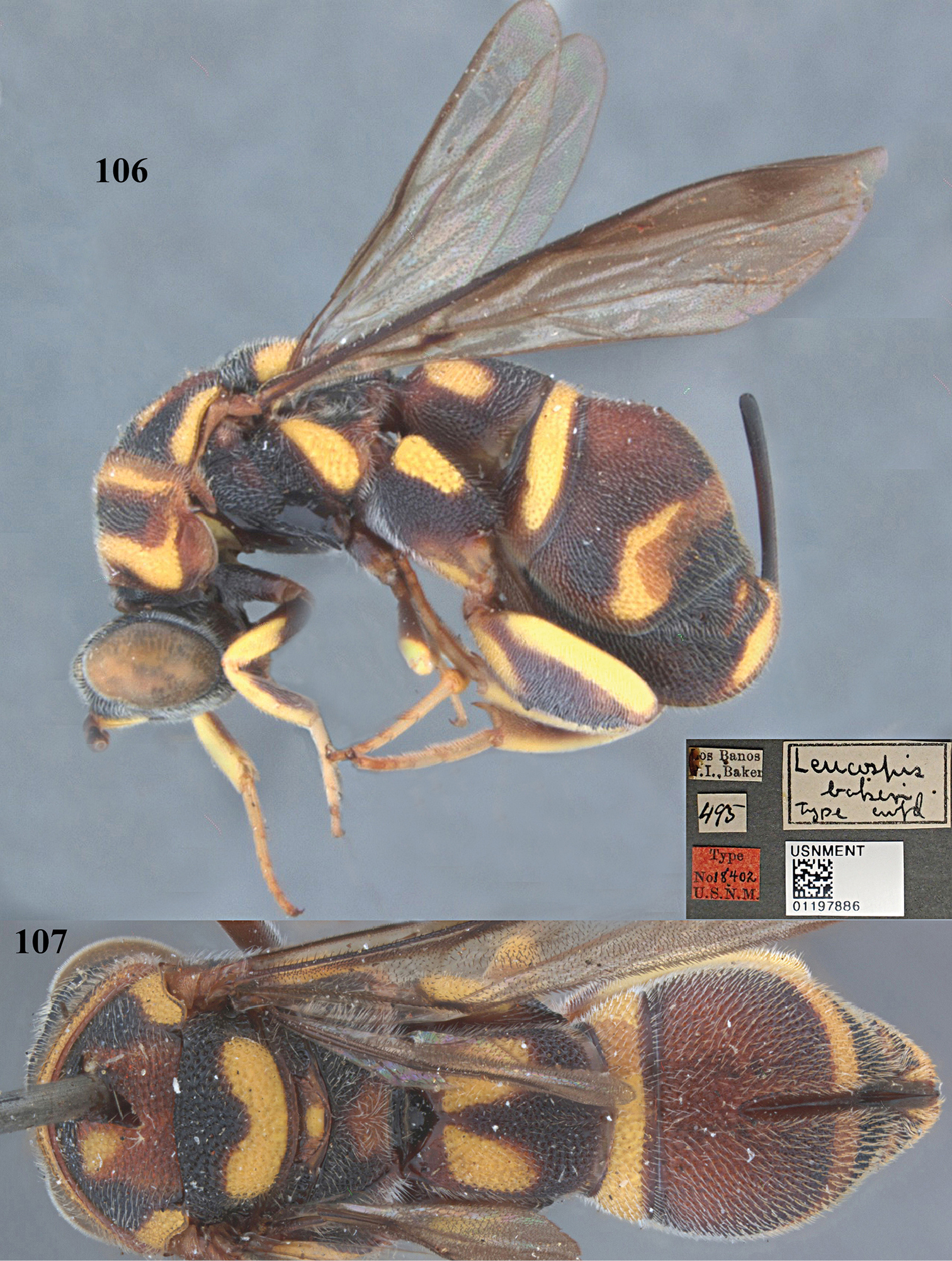
Leucospis bakeri ♀
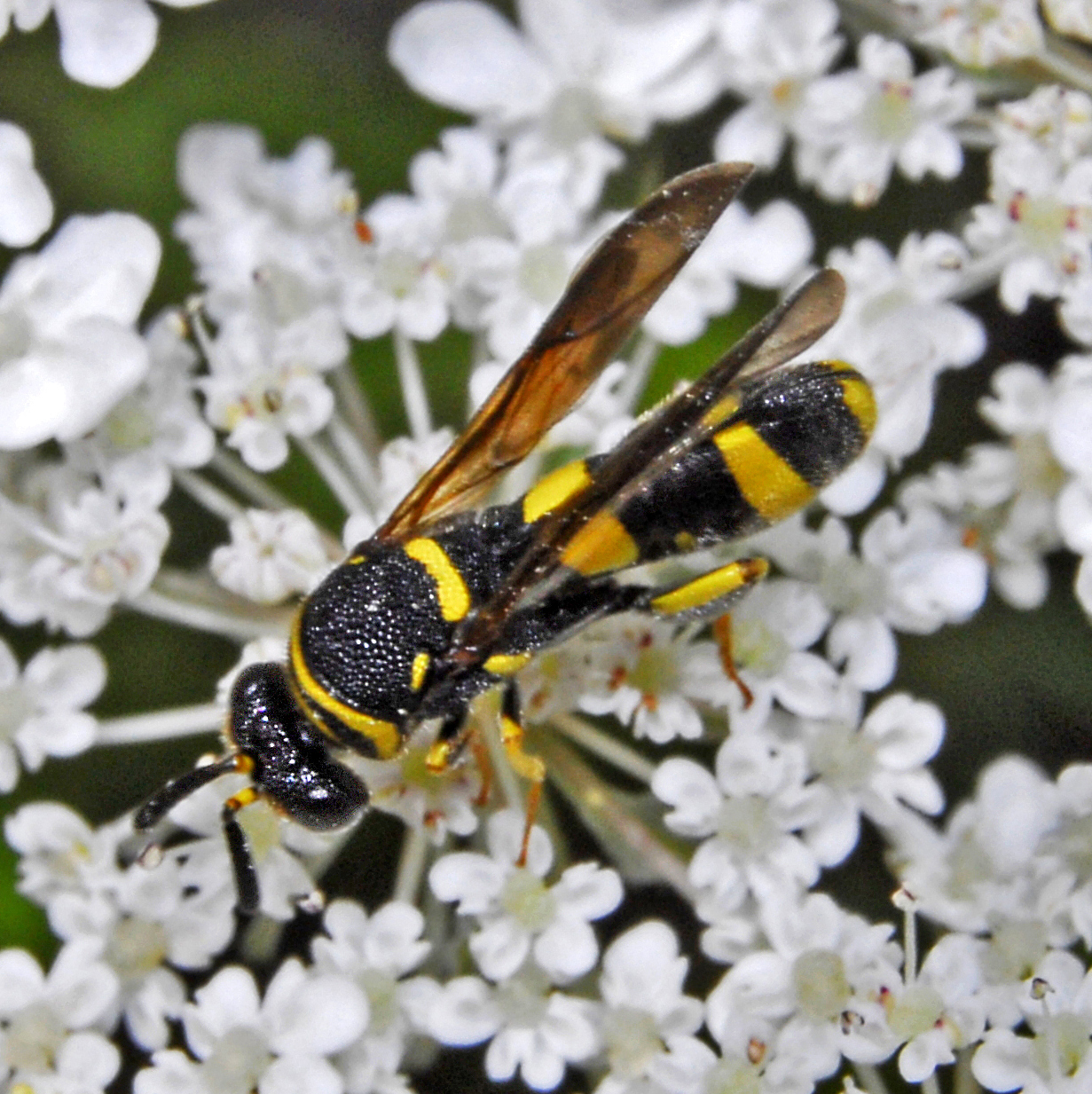
Leucospis dorsigera ♀
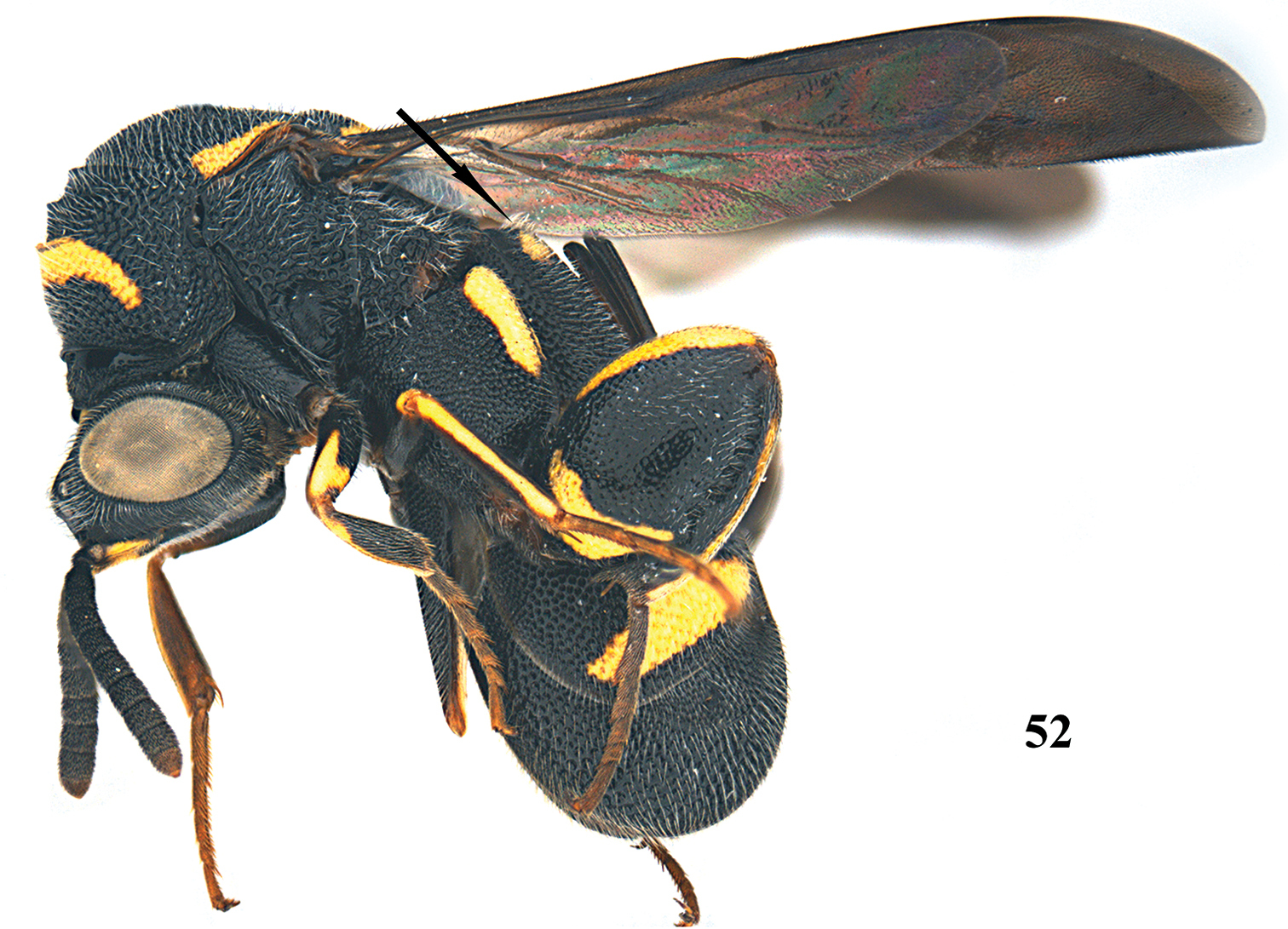
Leucospis femoricincta ♀
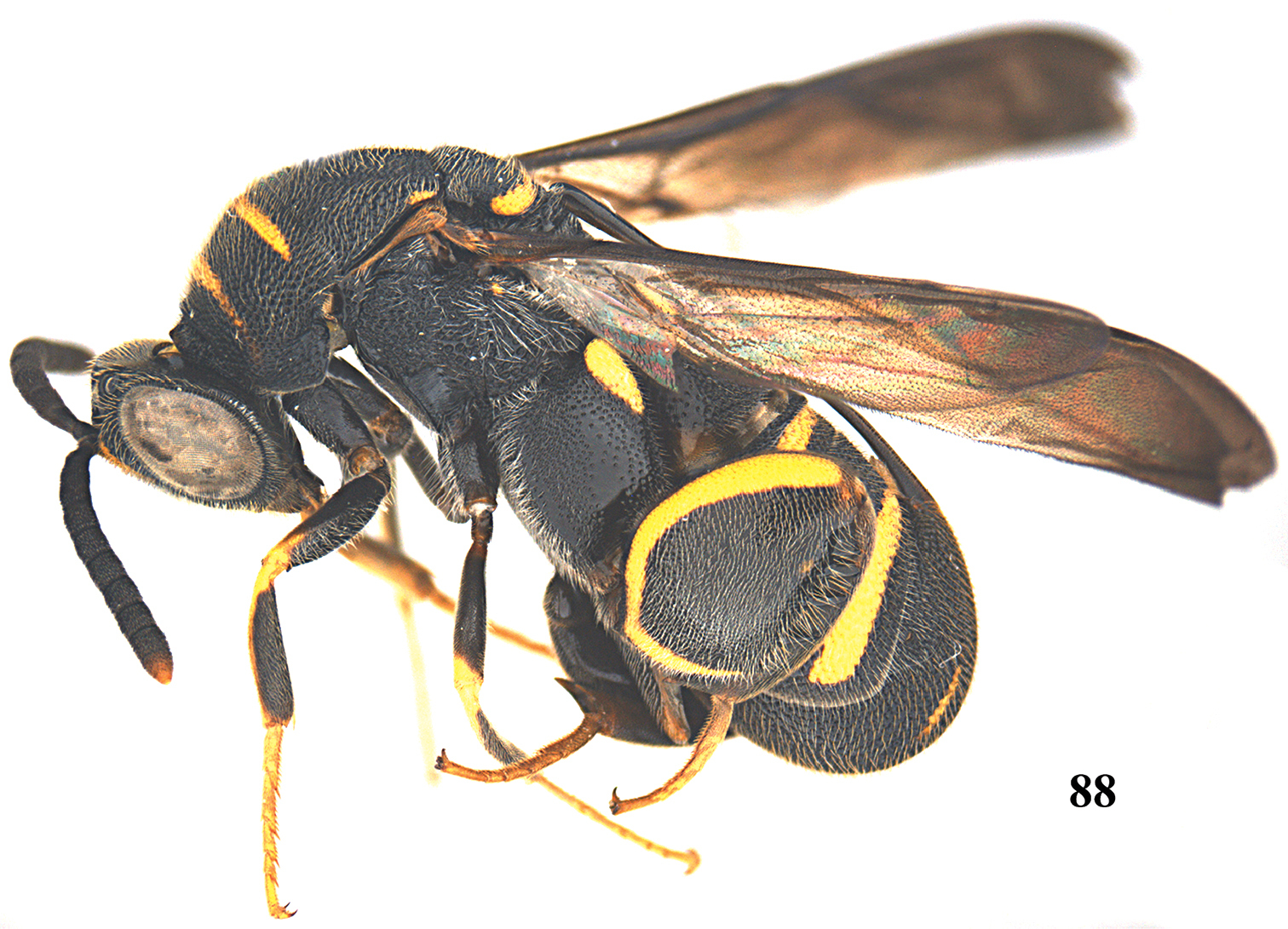
Leucospis histrio ♀
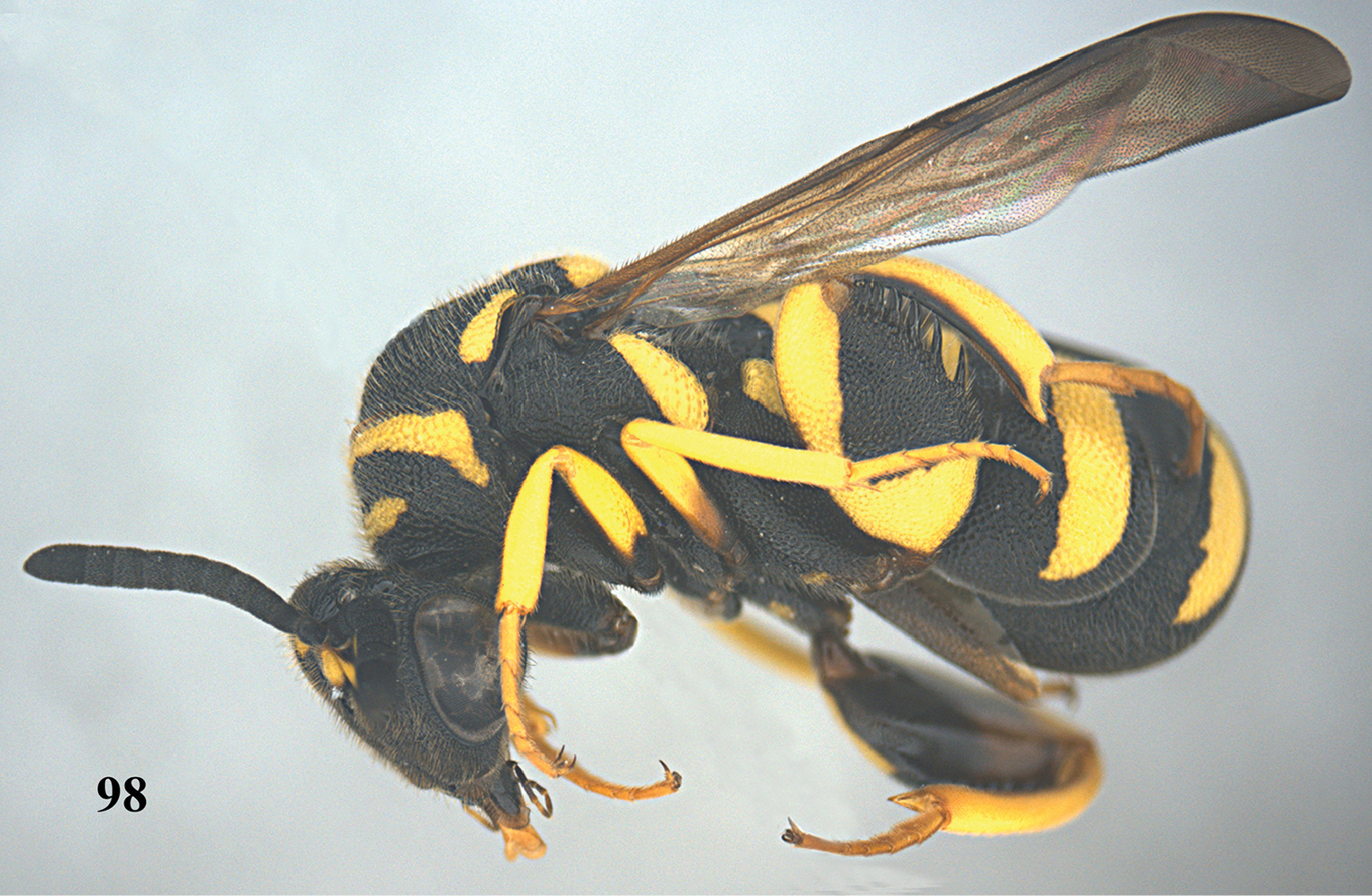
Leucospis intermedia ♀
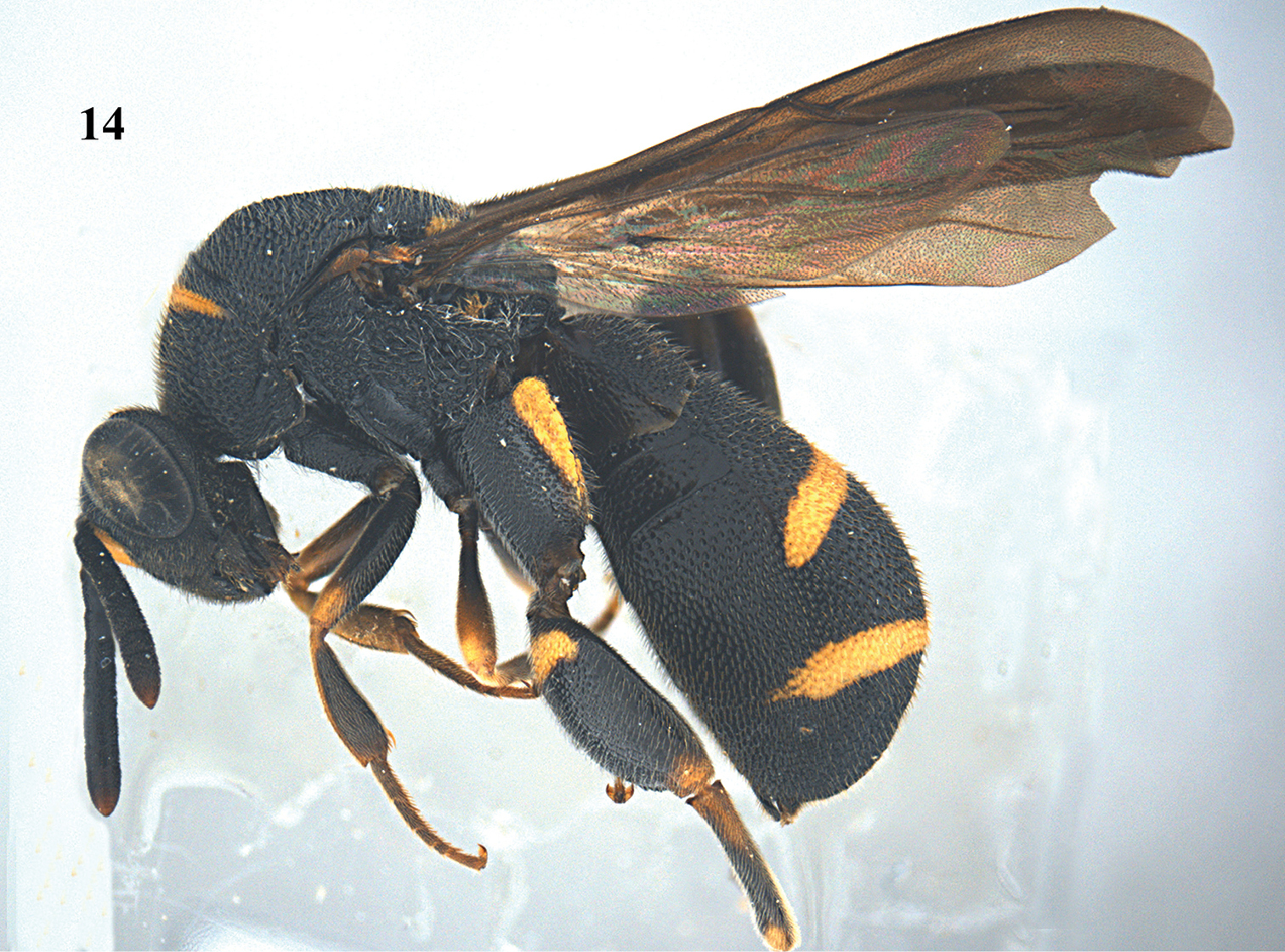
Leucospis japonica ♂
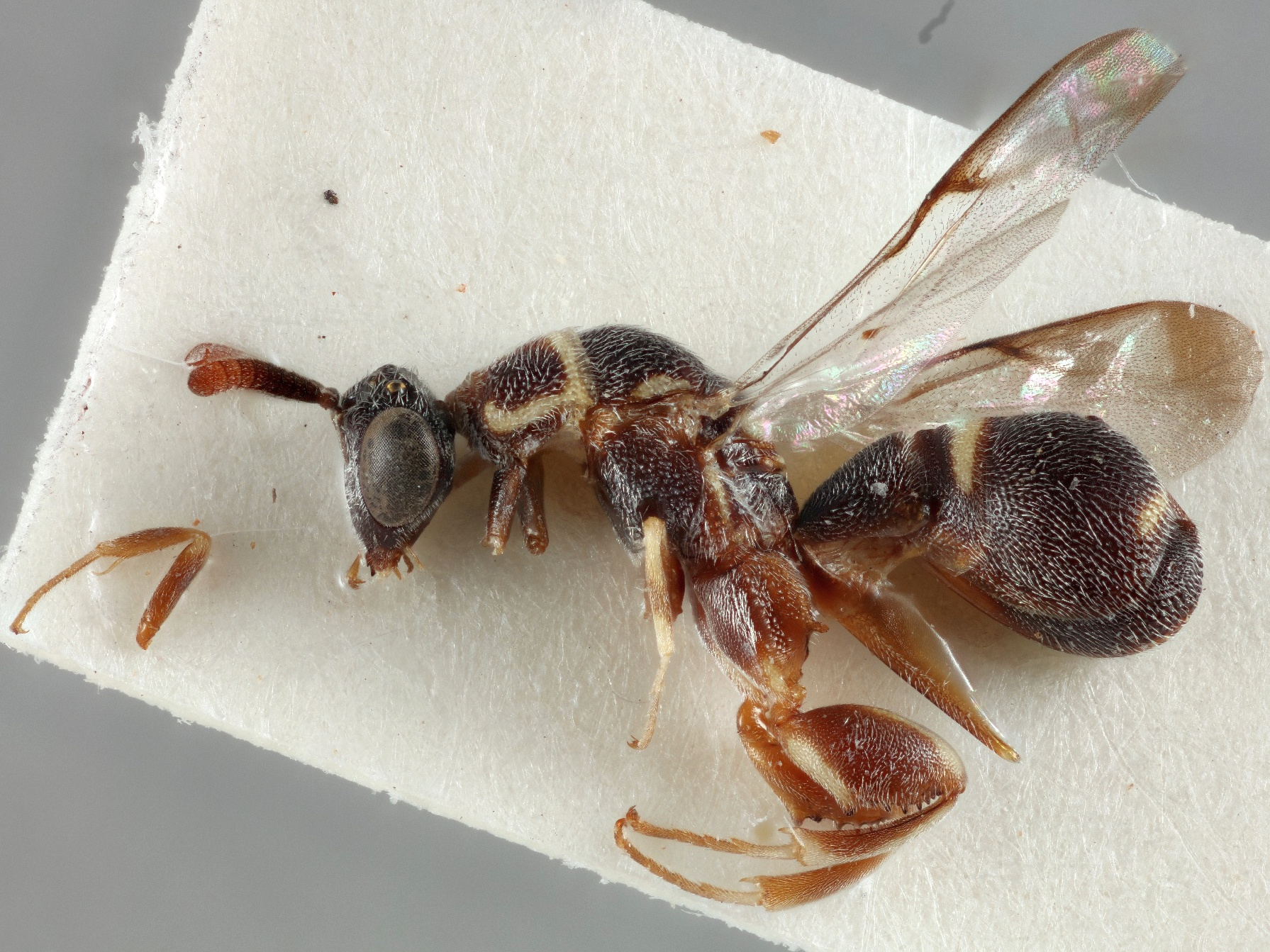
Leucospis namibica
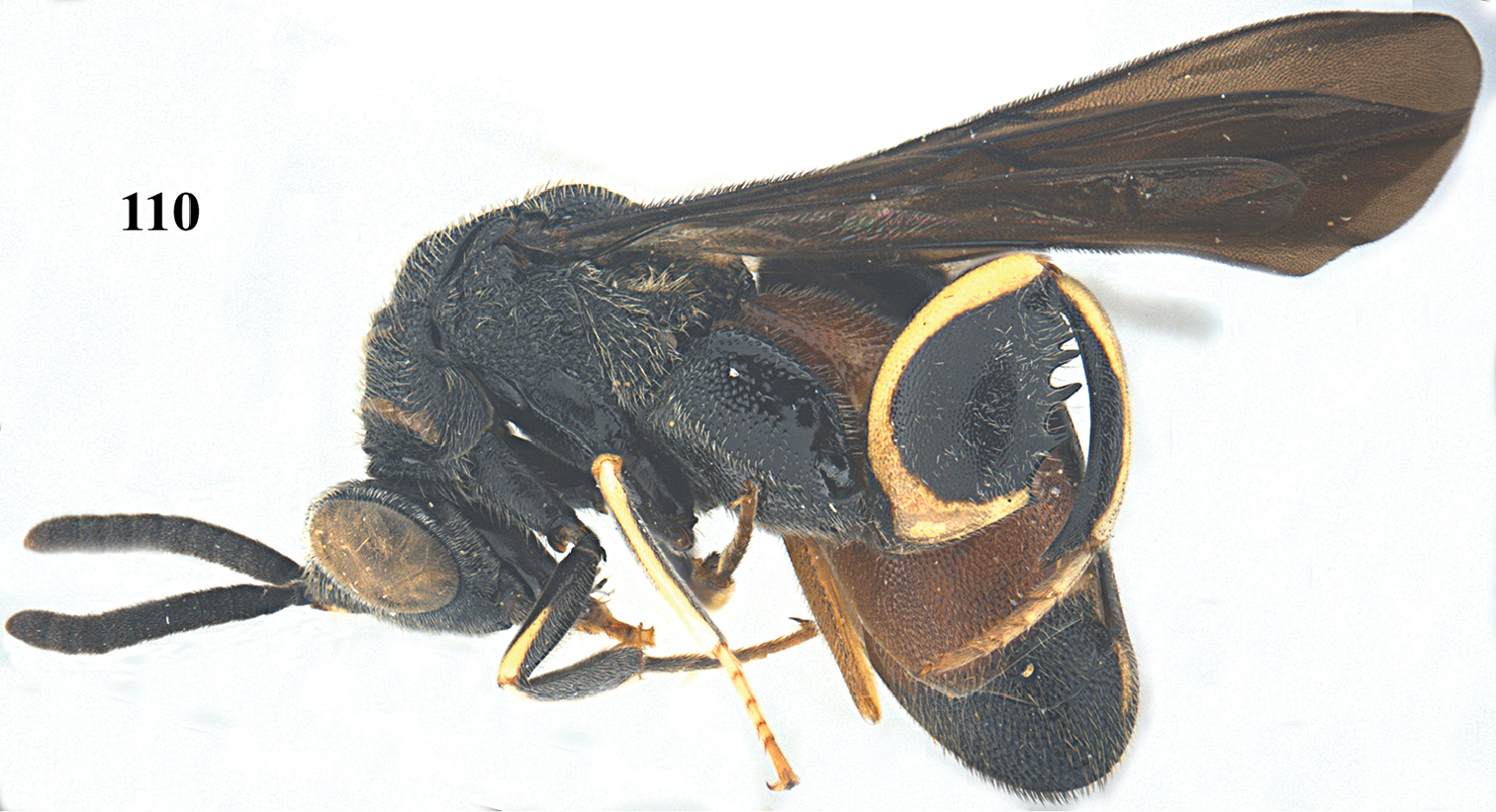
Leucospis petiolata ♀
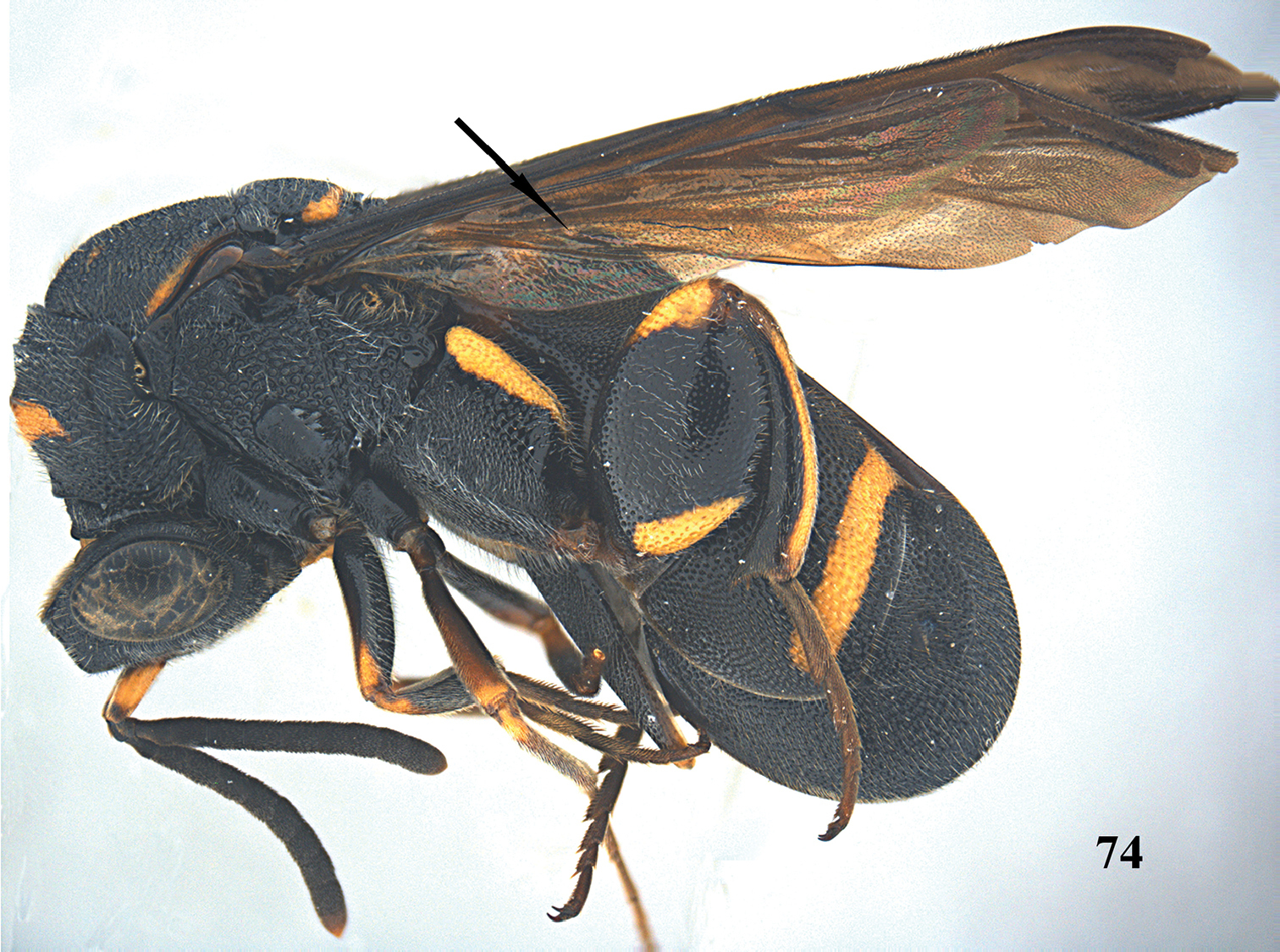
Leucospis shaanxiensis ♀
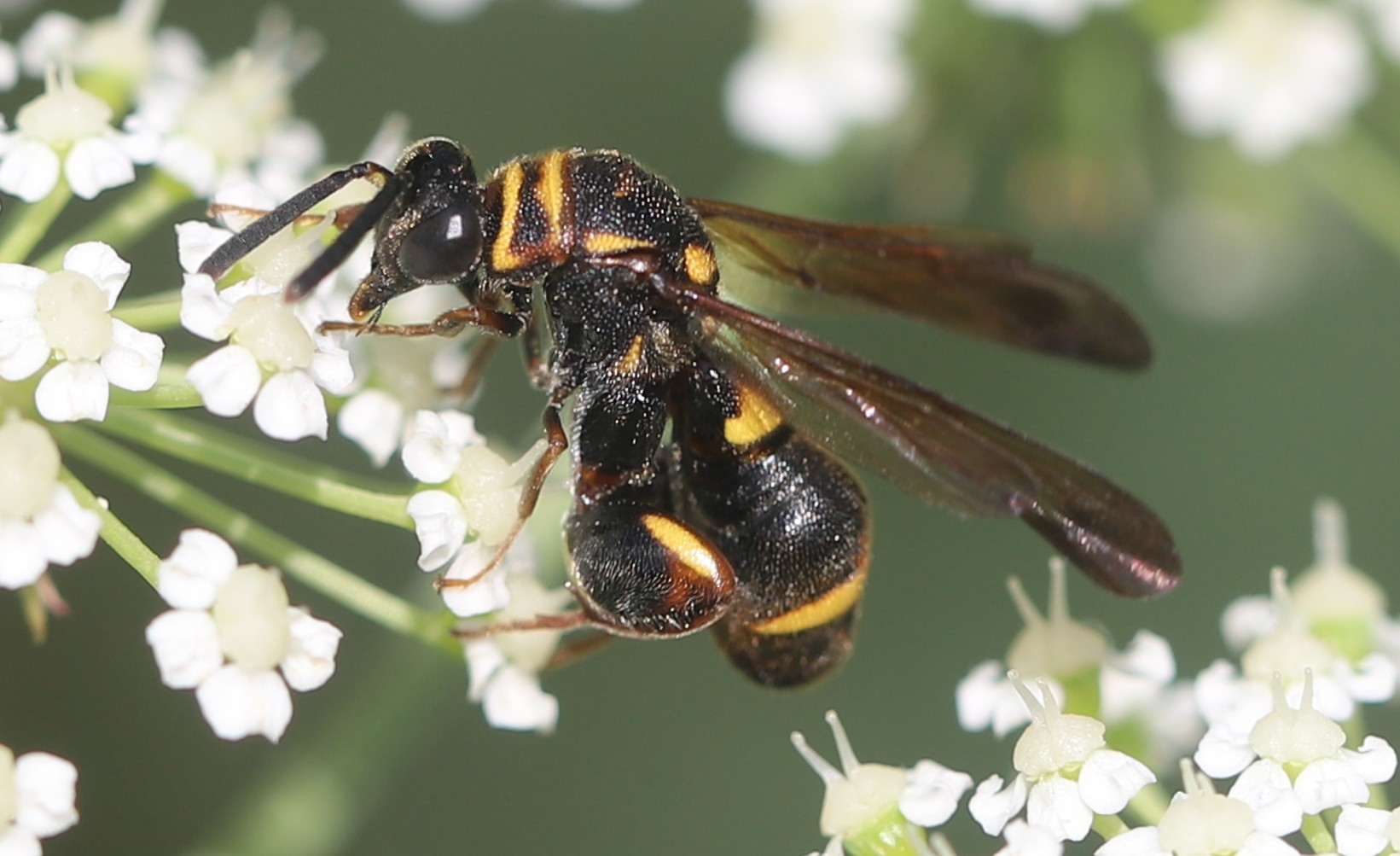
Leucospis cf. sinensis ♀
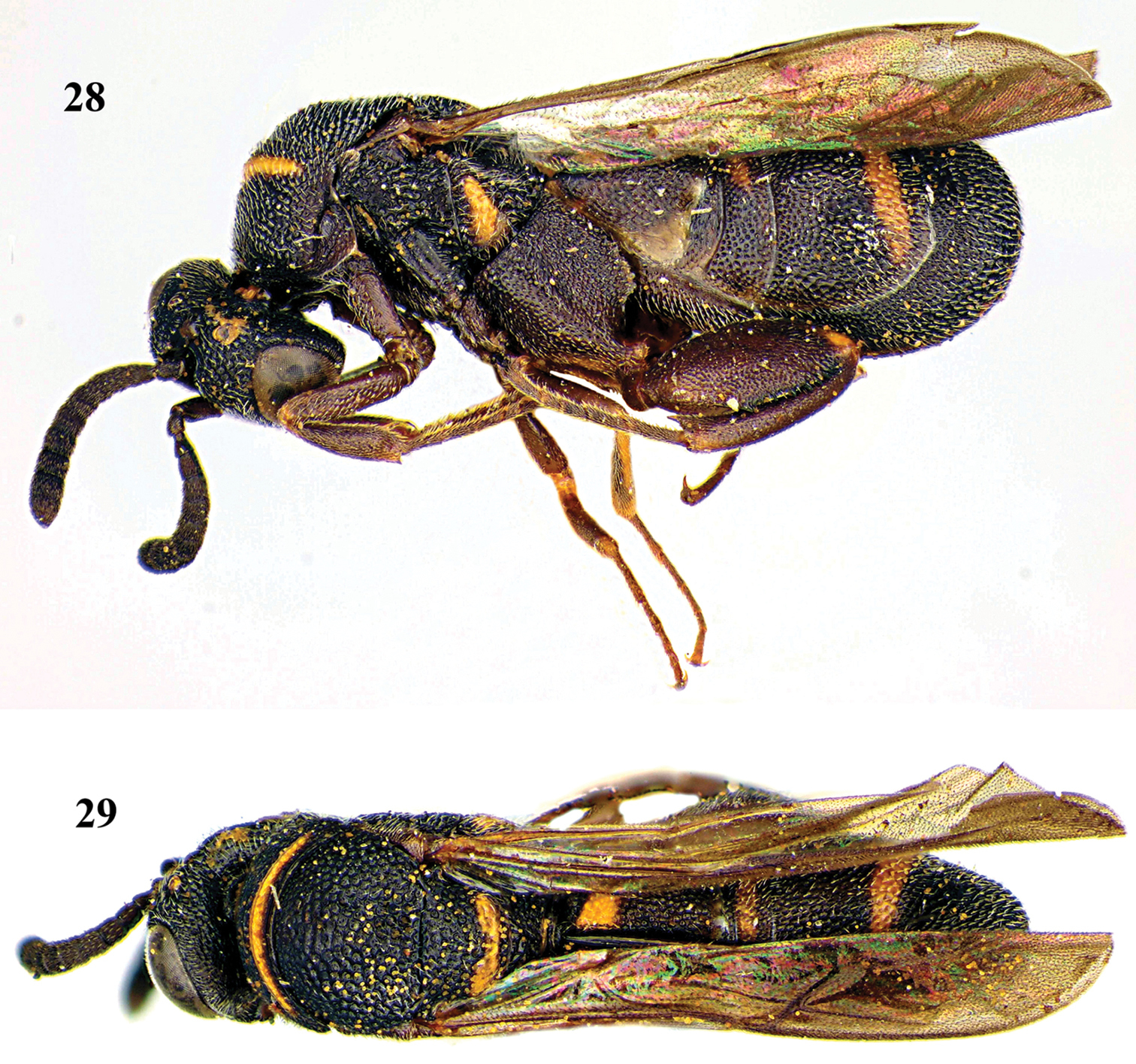
Leucospis yasumatsui ♀